# Marcin Jałocha
Marcin Jałocha, né le 17 mars 1971 à Cracovie, est un footballeur polonais. Devenu entraîneur, il s'occupe actuellement du Bruk-Bet Nieciecza, club de deuxième division polonaise.
Il est le neveu de Jan Jałocha, ancien grand joueur du Wisła Cracovie et présent à la Coupe du monde de 1982, et le père de Patryk, qui joue actuellement au Kmita Zabierzów, club de quatrième division.

## Biographie

### Huit ans passés au plus haut niveau
Marcin Jałocha commence sa carrière en 1987 au Wisła Cracovie. Titularisé régulièrement, il est sélectionné pour les Jeux olympiques d'été de 1992, et participe aux six matches de son équipe. Battu en finale par l'Espagne, il rentre à Cracovie avec la médaille d'argent. Plus de cent matches plus tard, il rejoint l'autre grand club du pays, le Legia Varsovie. En deux saisons, il remporte quatre titres, dont deux championnats.

### Courte parenthèse à Waregem
En janvier 1995, il choisit de partir à l'étranger, et rejoint le KSV Waregem en Belgique. Même s'il joue une demi-saison pleine en deuxième division et accroche la première place, Marcin Jałocha décide de rentrer au pays.

### Suite de sa carrière
Jałocha revient au Legia Varsovie, et y reste deux saisons. En 1997, il signe chez le club rival, le Polonia. Il y joue quasiment le même nombre de matches sur la même période. À vingt-huit ans, il part au Ceramika Opoczno, puis à l'Hutnik Cracovie en 2001. Une saison plus tard, il quitte l'Hutnik pour le Proszowianka Proszowice.

### Devient entraîneur
Après avoir mis fin à sa carrière en 2003, Marcin Jałocha revient à Cracovie, et devient entraîneur dans les équipes de jeunes du club. Il exerce cette fonction jusqu'en juillet 2005, date à laquelle il est promu dans l'équipe réserve. Deux mois plus tard, il est limogé pour mauvais résultats, et retourne au point de départ. En 2006, il part au Wróblowianka Cracovie, club amateur. Six mois plus tard, il signe au Bruk-Bet Nieciecza. En quatre ans, il promeut trois fois l'équipe, qui jouera la saison 2010-2011 en deuxième division.

## Palmarès
- Médaille d'argent aux Jeux olympiques d'été : 1992
- Champion de Pologne : 1994, 1995
- Vainqueur de la Coupe de Pologne : 1994, 1997
- Vainqueur de la Supercoupe de Pologne : 1994